# Ruinenmarmor

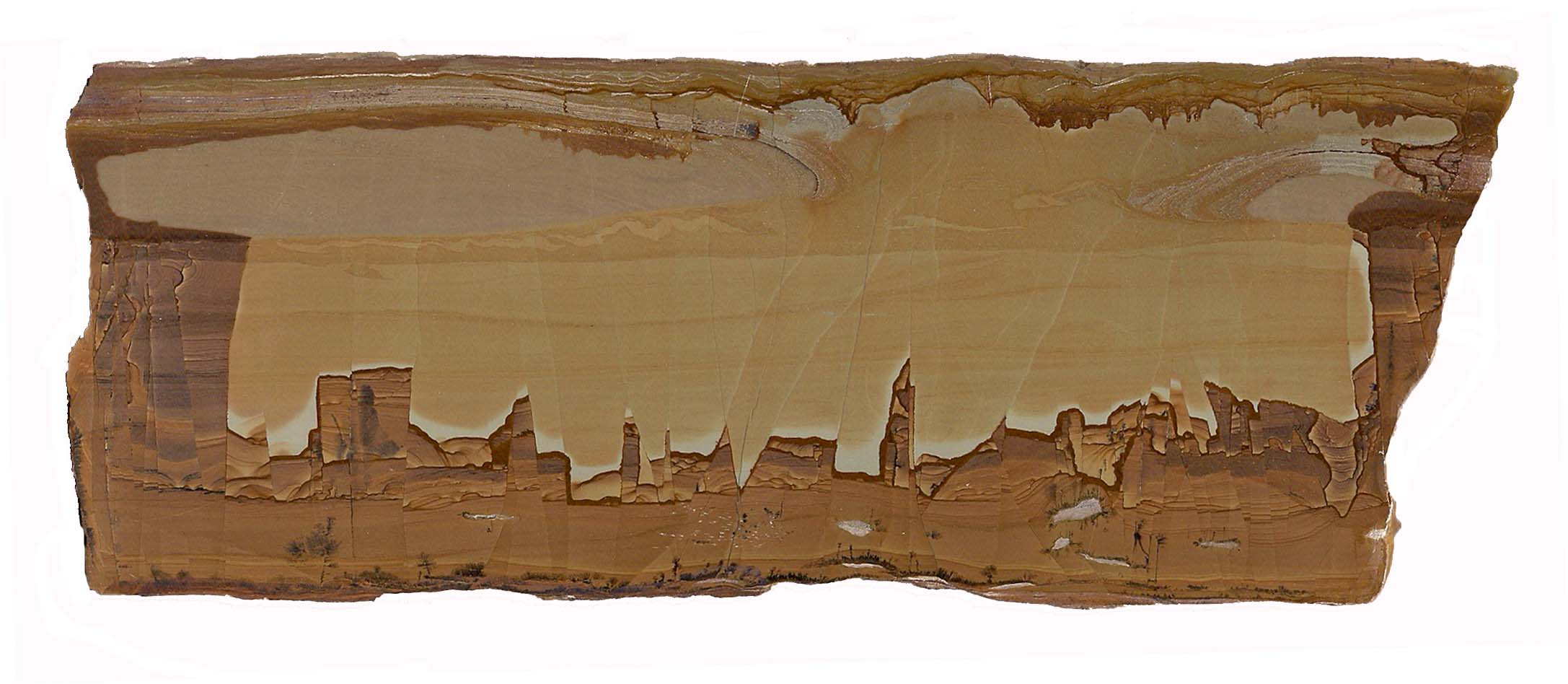
Musterstück der Sorte Pietra Paesina aus der Gegend von Florenz

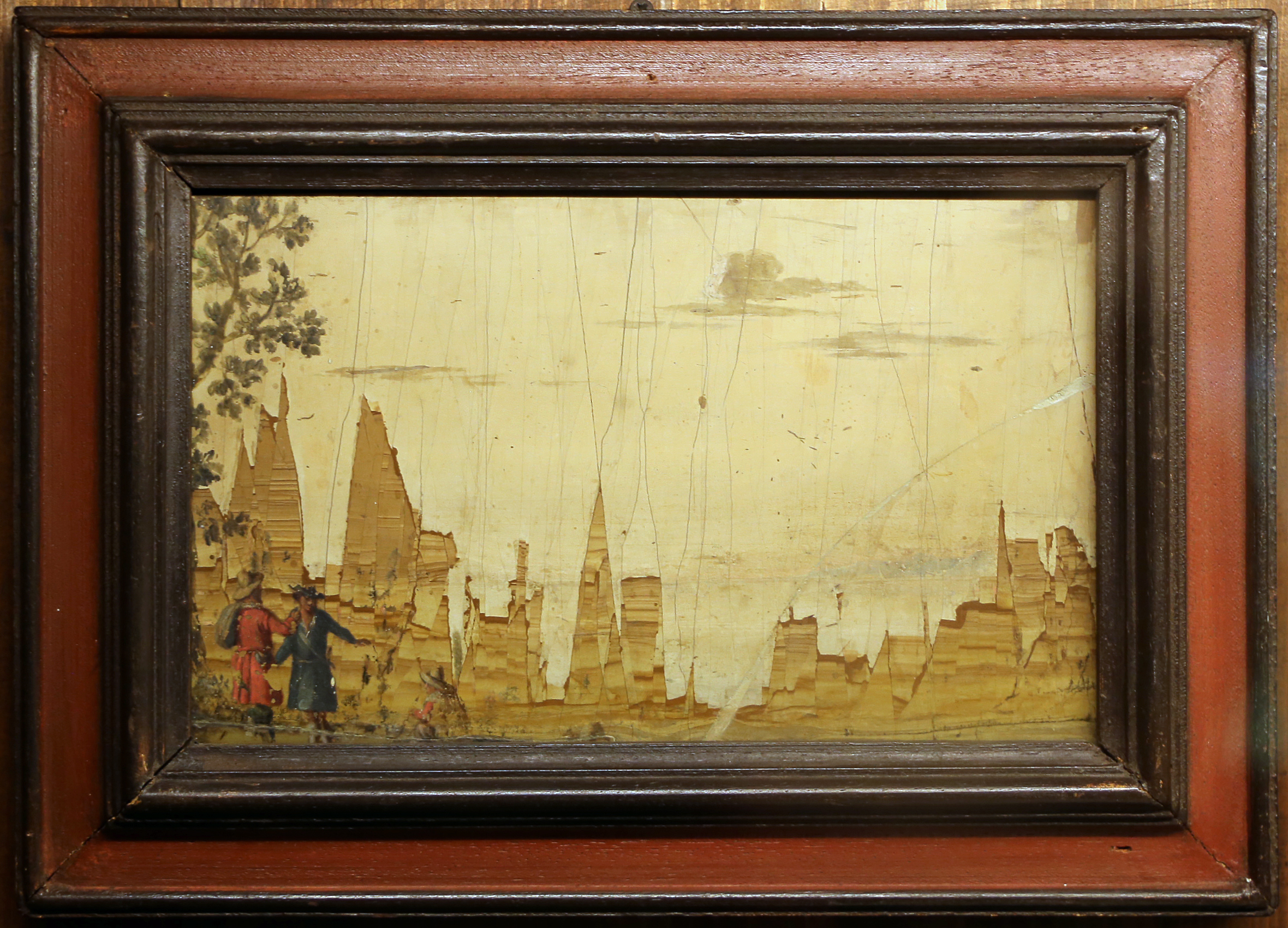
Künstlerische Verwendung des Gesteins aus dem 17. Jahrhundert

Ruinenmarmor, auch Landschaftsmarmor (italienisch Calcari argillosi), ist ein traditionell, kunsthandwerklich überlieferter Trivialbegriff für spezifisch texturierte Sedimentgesteine mit verschiedenartig ausgeprägten Lösungshorizonten und Frakturen, deren bekannteste Fundstätten in der Nähe von Florenz, zwischen Rignano sull’ Arno und Santa Brigada, und zum Teil im Fluss Arno und in den Monti della Tolfa liegen. Sie zählen zu den bedeutendsten Vorkommen dieser Ausprägung in Europa.
Weitere Fundstellen befinden sich in anderen Gebieten in Italien sowie in Österreich, Tschechien und Pakistan. Vereinzelte Vorkommen von kalzitisch ausgeprägten Schluffsteinen werden bei einem adäquaten optischen Eindruck auch mit diesem Begriff belegt.
Bei diesen Gesteinen, die als Marmore bezeichnet werden, handelt sich nicht um „echte“ Marmore im gesteinskundlichen Sinne, sondern um Schluffstein oder Kalksteine (je nach Herkunft). Als Folge von einst fluidal verteilter Minerale (im Wesentlichen Eisenverbindungen) in Gesteinseinheiten und entlang darin verteilter Bruchlinien sind optisch wahrnehmbare Strukturen im Stein entstanden, die im Querschnitt an ruinenhaft anmutende Gebilde von Gebäuden, Kirchen und Landschaften in kleinformatigen Darstellungen (bis etwa 10 × 10 Zentimeter) erinnern. Beim Aufsägen mit Steinsägen und anschließenden Polieren werden diese Strukturen freigelegt. Die hohe Dichte des Gesteinsgefüges ermöglicht eine sehr gute Politur.
Die Platten werden als kunstgewerbliche Objekte hergestellt und von Sammlern erworben. Bis heute (2008) werden diese Platten vornehmlich zur Gestaltung von Wandbildern oder für Tischplatten verwendet. Einzelne Stücke sind besonders begehrt, die die Illusion einer Abbildungen, die die „Skyline“ von Städten in etwa wiedergeben, vermitteln. Ruinenmarmor wurde seit der Renaissancezeit und anschließend im Barock vielfach für Steinintarsien an Schränken, Tischen und Anrichten verwendet.